# سوکره (سوکره)
سوکره (سوکره) (به اسپانیایی: Sucre, Sucre Department) یک سکونتگاه مسکونی در کلمبیا است که در بخش سوکره واقع شده‌است.